# Armando Sadiku
Armando Durim Sadiku (* 27. Mai 1991 in Elbasan) ist ein albanischer Fußballspieler. Der Stürmer ist albanischer Nationalspieler und steht seit 2023 beim ATK Mohun Bagan FC unter Vertrag.

## Vereine

### FC Zürich
Im November 2013 gab der FC Zürich bekannt, dass Sadiku per 1. Januar 2014 einen Vertrag bis zum 30. Juni 2018 unterzeichnet hatte. Zuvor spielte er für rund eineinhalb Jahre für den FC Lugano in der zweithöchsten Liga und erzielte in 43 Meisterschaftsspielen insgesamt 26 Tore. Sein Debüt für den FC Zürich gab er beim 1:0-Heimsieg gegen den FC Sion, als er in der 82. Spielminute für Franck Etoundi eingewechselt wurde. Beim Heimspiel gegen den FC St. Gallen, im Mai 2014, zog sich Sadiku kurze Zeit nach seiner Einwechslung in der 70. Spielminute einen Kreuzbandriss zu und musste in der Folge wieder ausgewechselt werden. Die Saison 2013/14, welche der FC Zürich letztlich auf dem 4. Rang beendete, war für ihn damit vorzeitig gelaufen und auch zum Start der neuen Saison 2014/15 konnte er vorerst nicht mittun. Er kehrte rund ein halbes Jahr später am 30. November 2014 bei der 2:1-Heimspiel-Niederlage gegen den FC Basel wieder auf den Platz zurück, wo er in der 71. Spielminute für Davide Chiumiento eingewechselt wurde.

### FC Vaduz
Im Januar 2016 wechselte Sadiku leihweise bis zum Ende der Saison zum Liga-Konkurrenten FC Vaduz. Sein Debüt gab er am 19. Spieltag beim 5:2-Auswärtssieg gegen seinen früheren Verein FC Lugano. Er steuerte gleich zwei Treffer sowie zwei Vorlagen bei und war maßgeblich am Sieg beteiligt. Mit seinen sieben Treffern in 16 Spielen verhalf er dem FC Vaduz zum Verbleib in der höchsten Schweizer Liga, wohingegen sein Stammverein FC Zürich am Ende der Saison in die Challenge League absteigen musste. Auf die neue Saison hin kehrte er zum FC Zürich zurück.

### FC Lugano
Nachdem Sadiku die Hinrunde der Saison 2016/17 für den FC Zürich bestritten hatte, kehrte er für die Rückrunde leihweise zu seinem früheren Verein FC Lugano zurück. Dabei traf er in 16 Spielen insgesamt neunmal und sicherte dem Team den dritten Schlussrang der Super League, was dank dem Cupsieg des FC Basel gegen den FC Sion die direkte Teilnahme in der Gruppenphase der UEFA Europa League 2017/18 bedeutete. Am Ende der Saison endete die Leihe und Sadiku kehrte zum FC Zürich zurück.

### Legia Warschau
Sadiku schloss sich zum Beginn der Saison 2017/2018 dem polnischen Erstligisten Legia Warschau an. Dort erzielte er in 17 Ligaspielen zwei Tore. Außerdem konnte er in vier Einsätzen im Pokal vier Tore erzielen. Nach einem halben Jahr kündigte der UD Levante am 31. Januar 2018 an Sadiku verpflichtet zu haben.

### UD Levante
Sadiku stand von 2018 bis 2020 beim spanischen Erstligisten UD Levante unter Vertrag. Er bestritt am 26. Februar, nach einer langwierigen Knieverletzung, sein erstes Spiel für den UD Levante. Die Saison 2018/19 verbrachte er dann leihweise bei seinem ehemaligen Verein FC Lugano und die Spielzeit darauf wurde er an den FC Málaga verliehen.

### BB Erzurumspor
Nach Ablauf seines Vertrags bei Levante, wechselte Sadiku im September 2020 ablösefrei zum türkischen Erstligisten BB Erzurumspor.

### Club Bolivar
Nach vier torlosen Monaten bei BB Erzurumspor wechselte Sadiku in die erste Liga Boliviens zu Club Bolívar. Nach insgesamt 15 Spielen in der Liga, der Copa Libertadores und der Copa Sudamericana, sowie einem halbjährigen Aufenthalt löste Club Bolívar auf Wunsch des Spielers den Vertrag mit Sadiku auf.

### Zweite Spanische Lige
Im August 2021 wechselte Sadiku in die LaLiga 2 und unterschrieb bei UD Las Palmas. Nach einer Saison wechselte Sadiku innerhalb der Liga zum FC Cartagena.

## Nationalmannschaft
Bei der Fußball-Europameisterschaft 2016 in Frankreich wurde er in das albanische Aufgebot aufgenommen und gehörte in allen Spielen zur Startelf. Im dritten Gruppenspiel gegen Rumänien schoss er das erste Tor für Albanien bei einer Europameisterschaft, der auch den ersten EM-Sieg des Landes bedeutete. Obwohl sein Team den Gegner damit in der Gruppe hinter sich ließ, schied es als einer der beiden schlechtesten Gruppendritten aus.

## Erfolge
FC Locarno
- Torschützenkönig der Challenge League: 2011/12 (19 Treffer)

FC Lugano
- Torschützenkönig der Challenge League: 2012/13 (20 Treffer)

FC Zürich
- Schweizer Pokalsieger: 2014, 2016

FC Vaduz
- Liechtensteiner Pokalsieger: 2016

Legia Warschau
- Polnischer Meister: 2018
- Polnischer Pokalsieger: 2018

Nationalmannschaft
- Qualifikation für die Europameisterschaft 2016